# 巴巴耶沃农村居民点
巴巴耶沃农村居民点（俄语：Сельское поселение Бабаевское）是俄罗斯联邦沃洛格达州巴巴耶沃区所属的一个农村居民点。其下辖有27个居民点，行政中心为巴巴耶沃。据2016年统计，该农村居民点的人口为1093人。